# Eubrianax illiesi
Eubrianax illiesi là một loài bọ cánh cứng trong họ Psephenidae. Loài này được Satô miêu tả khoa học đầu tiên năm 1983.